# 趙憙
赵憙（前4年—80年6月26日），字伯阳，南阳郡宛县（今河南南阳）人，东汉初期大臣。
更始帝刘玄时，为五威偏将军、中郎将，封勇功侯。更始帝被杀，归附光武帝刘秀，任简阳侯相、平林侯相、怀县县令、平原太守。建武二十七年（51年），任太尉，封关内侯。永平元年（58年），改封节乡侯。永平十八年（75年），升任太傅、录尚书事。建初五年（80年），赵憙去世，谥号为正。

## 生平

### 早年经历
赵憙少年时有节操。堂兄被人杀害，没有儿子，赵憙十五岁，时常想着报仇。于是带着兵器约好朋友，后来终于前去寻仇。仇人们全部生病，没有抵抗。赵憙认为乘别人生病报仇杀人，不是仁人应做的，就暂时放过他们离开，回头对仇人说：“你们如果病好了，就远远地躲开我。”仇人都卧着叩头谢罪。后来他们病愈，都自缚来见赵憙，赵憙不与他们见面，后来终于还是把他们杀了。
更始帝即位后（23年），舞阴大姓李氏据城不降，更始帝派柱天将军李宝去招降，李氏不肯，说：“听说宛人赵氏有孤孙赵憙，因信义而闻名，我愿向他投降。”更始帝就征召赵憙，赵憙还不到二十岁，等到被引见，更始帝笑着说：“还是个小孩，怎么能挑着重担走很远呢？”于是任命他为郎中，代理偏将军事，让他到舞阴，李氏就向他投降。赵憙因此进入颍川，攻击不肯投降的人，到达汝南郡边界，返回宛城。更始帝大喜，对赵憙说；“你真是名家的千里驹，努力吧。”恰逢王莽派遣王寻、王邑率兵出关，更始帝就拜赵憙为五威偏将军，让他协助诸将抵拒王寻、王邑于昆阳，史称昆阳之战。刘秀击败王寻、王邑，赵憙负伤，立有战功，回朝后拜为中郎将，封勇功侯。
更始帝失败，赵憙被赤眉军围困急迫，于是爬上房屋逃走，与好友韩仲伯等数十人携带小孩及体弱者，爬山越阻直出武关。韩仲伯认为妻子色美，担心会有强暴她的人，而自己受其害，想将妻子遗弃于道途。赵憙责怒不听，就以泥涂在韩仲伯妻子的脸上，把她载在小车上，自己亲身推着小车。每次遇到贼寇，有时他们欲逼迫，赵憙就说她得了重病，因而得免于难。到了丹水县，遇到更始帝的家属，都赤身露体满身泥污，饥饿困顿不能前进。赵憙见了大为伤感，将所装衣帛资粮全部给了他们，将他们护送回乡里。

### 汉光武帝时期
这时，邓奉在南阳背叛汉光武帝（26年），赵憙向来与邓奉友善，几次写信给他加以切责，而造谣的人就诬陷说赵憙与邓奉合谋，汉光武帝对此感到怀疑。等到邓奉失败，汉光武帝搜查到赵憙写给邓奉的书信，于是大惊道：“赵憙真是一位长者啊。”当即征召赵憙，接见他，赐鞍马，待诏公车。当时江南尚未归附东汉，道路不通，汉光武帝以赵憙代理简阳侯相。赵憙不肯带兵前往，自己单车驶往简阳。官吏民众不想让他进城，赵憙就宣告晓谕，呼唤城中大人物，示以东汉政府威信，其统帅当即开门面缚归顺，由此各营垒都投降了。荆州牧奏明赵憙才能出众极善治理，汉光武帝于是诏令他为平林侯相。赵憙攻击群贼，安集已经投降的人，县邑由是平定。
后来拜为怀县县令。大姓李子春先为琅琊国相，豪强不守法度掠夺兼并，百姓害怕他。赵憙到任后，听说他的两个孙子杀了人未被揭发，就穷加追究，把李子春逮捕拷问，两个孙子自杀。京师洛阳为李子春说情的达数十人，赵憙最终没有听从。当时赵公刘良病危（41年），汉光武帝亲临看望，问他有想说什么。刘良说：“我平素与李子春相好，现在他犯罪，怀县县令赵憙想杀他，我愿乞求留下他的性命。”汉光武帝说：“官吏尊奉法律，法律不可弯曲，你另外说还有什么要求。”刘良再没有说话。刘良死后，汉光武帝追感叔父，就赦免了李子春。同年，赵憙调任为平原郡太守。当时平原多盗贼，赵憙与诸郡讨伐捕捉，斩杀其首领，余党株连者数千人。赵憙上书说：“恶人做了恶事只惩罚到他们自己身上，可将他们迁往京师近郡。”汉光武帝听从，将他们移置颖川、陈留。于是提拔荐举有义行的人，诛杀奸恶之徒。史书宣称，后来青州发生大规模蝗灾，一侵入到平原郡界就随即死掉，平原境内丰收多年，百姓歌颂。
建武二十六年（50年），汉光武帝召集内戚宴会，甚为欢畅，诸夫人各自往前陈述说：“赵憙很讲恩义，往年遭赤眉之祸逃出长安时，我们都是赵憙救济才得以活下来。”汉光武帝很嘉奖赵憙。后来征召赵憙入朝担任太仆，接见时对人说：“你不但为英雄所保荐，连妇人也感怀你的恩德。”于是厚加赏赐。建武二十七年（51年）五月，拜为太尉，赐爵关内侯。当时南匈奴单于向东汉称臣，乌桓、鲜卑都入朝修好，汉光武帝令赵憙主持边境事务，思考长期规划。赵憙令过去由云中、五原迁徙到常山、居庸的移民回云中、五原，幽州、并州由此安定。此外，赵憙还建议汉光武帝将诸王遣回封国。建武三十年（54年），赵憙上言汉光武帝应当封禅，正三雍之礼。中元元年（56年），跟从汉光武帝封禅泰山。

### 汉明帝、章帝时期
建武中元二年（57年），汉光武帝去世，赵憙接受遗诏，主持丧礼。当时藩王都在京城，自从王莽篡位后，旧的典章制度不复存在，皇太子刘庄和东海王刘彊等人夹杂同座，杂乱无序。赵憙就面色严肃，扶剑站在殿前台阶上，把藩王们扶下大殿，来明确地位尊卑。当时藩国的官员出入宫内朝中，和百官没有区别，赵憙就上书请求让谒者带领，分别停留在别的县，藩王们全部命令他们回府第，只在早晚上朝进宫。整顿礼仪，严格门卫制度，朝廷内外肃然。永平元年（58年），赵憙被封为节乡侯。永平三年（60年）二月，赵憙因审讯中山相薛脩的事不符实情，免去太尉职务。同年冬，接替窦融担任卫尉。永平八年（65年），赵憙接替虞延兼任太尉事务，在官署理事如同实任。后来遇上母丧，上书请求亲自服丧守孝，汉明帝不同意，派使者替他脱掉丧服，赏赐恩宠深厚。赵憙内管宫廷警卫，外行宰相职责，能公正地处理政务，从没有懈怠过。
永平十八年（75年）八月，汉明帝去世，汉章帝继位。赵憙又主持汉明帝的丧事，第二次送走死去的皇帝。同年十月，升任太傅，并录尚书事。汉章帝提拔他的儿子七个人做郎官。长子赵代，供职黄门。建初五年（80年），赵憙病重，汉章帝亲自前去探视。五月二十日，赵憙去世，汉章帝前去祭吊。时年八十四岁，谥号为正。

## 世系图
| 节乡正侯赵憙 |  |  |  |  |  |
|              |  |  |  |  |  |
| 节乡侯赵代   |  |  |  |  |  |
|              |  |  |  |  |  |
| 节乡侯赵直   |  |  |  |  |  |
|              |  |  |  |  |  |
| 节乡侯赵淑   |  |  |  |  |  |

## 延伸阅读
[在维基数据编辑]
 《後漢書/卷26》，出自范晔《後漢書》
 《東觀漢記》